# Караболак (Авганистан)
Караболак је мало насеље у Великом Памиру у округу Вахан, провинцији Бадахшан, у североисточном Авганистану. Лежи на надморској висини од 4 139 m на источној обали језера Зоркул, близу авганистанских граница са Таџикистаном, Пакистаном и Кином. Највише је стално насељено место на територији Авганистана.